# Ilse Somers
Ilse Somers is een Vlaams regisseur, scenarist en docent.

## Levensloop
Ze studeerde af in regieassistentie aan het Rits en behaalde eveneens aan de filmafdeling van de Columbia-universiteit in New York een Master of Fine Arts.
Ze is tegenwoordig aan het Rits verbonden waar ze scenario en filmregie doceert en de DAD-projecten coördineert. Eerder was ze als docent ook verbonden aan de Gentse Academie en het VOSS, een postgraduaatopleiding scenarioschrijven in Brussel.

## Producties
Ze regisseerde de kortfilms Joey-Joey, Sancta Mortale, Sons Of The Endless Mountains en IVF en de Nederlands-Belgische televisiefilm Cowboy uit Iran die werd geproduceerd in de Telefilmreeks. Haar debuutlangspeelfilm is Weekend aan Zee uit 2012, waarvoor ze eveneens het scenario schreef. 
Ze is ook scenarist van Olivetti 82 samen met Rudi Van Den Bossche, van De duistere diamant samen met Patricia Beysens en van enkele afleveringen van Witse. Ze adviseerde bij het script van onder meer Bo en LouisLouise.
Daarnaast was ze betrokken bij de productie van Een Griekse tragedie, Mascara en Taxandria.
Sancta Mortale werd de laureaat van de kortfilmcompetitie van het Internationaal filmfestival van Vlaanderen-Gent in 1989 en werd het daaropvolgend jaar geselecteerd voor de Berlinale.